# チリクラブ

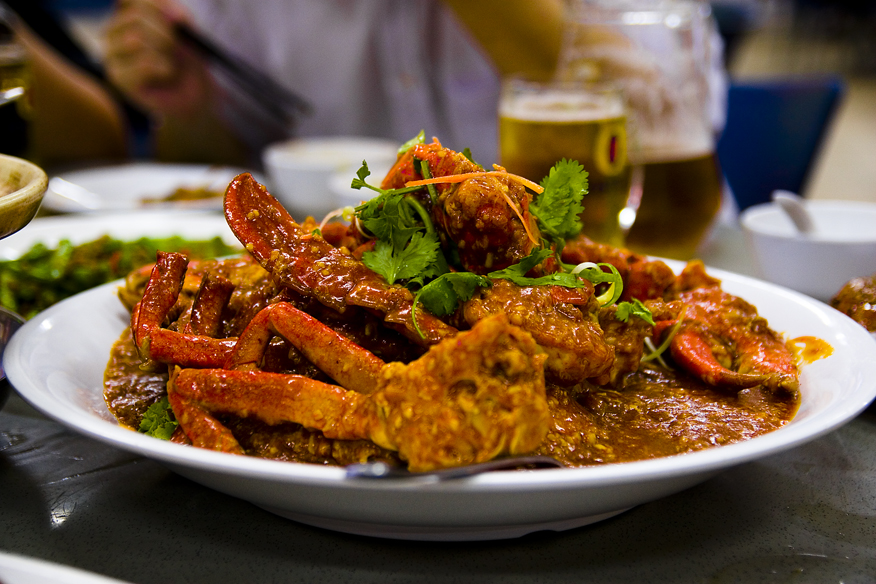
チリクラブ

チリクラブ（英語: chili crab、マレー語: Ketam cili
）は、カニをチリソースで炒めた料理。シンガポールの名物料理として知られる。

## 概要
いわゆるエビのチリソースの具材をエビからカニに変えたような料理。使われるカニの種類は主にノコギリガザミ（ドウマンガニ、マッドクラブ）だが、ソフトシェルクラブやアラスカキングクラブ（タラバガニ）、アラスカスノークラブ（ズワイガニ）などが使われることもある。シンガポールでは、チリソースに溶き卵やトマトペーストなどを加えるアレンジを行っている店も多い。またチリソース以外にブラックペッパーソースで炒められたタイプのものもある。カニを食べつつ、ソースに饅頭を浸して食べるのが定番。
歴史的には1956年に、当時シンガポールで屋台を営んでいたチャー・ヤム・ティアン夫妻が、蒸しガニの代わりの料理法としてカニをチリソースで炒めたものを売り始めたのが最初とされている。
カニを丸ごと炒めるためどうしても価格が高くなりやすく、シンガポールでは1皿約50 - 70シンガポールドル程度で提供している店が多い。